# Nizamabad (huyện)
Huyện Nizamabad là một huyện thuộc bang Telangana, Ấn Độ. Thủ phủ huyện Nizamabad đóng ở Nizamabad. Huyện Nizamabad có diện tích 7956 ki lô mét vuông. Đến thời điểm năm 2001, huyện Nizamabad có dân số 2342803 người.

## Hành chính
Huyện chia thành 3 phó huyện (Bodhan, Armoor và Nizamabad) và 27 mandal:
| S.No. | Phó huyện Nizamabad | S.No. | Phó huyện Armoor | S.No. | Phó huyện Bodhan |
| ----- | ------------------- | ----- | ---------------- | ----- | ---------------- |
| 1     | Nizamabad (South)   | 1     | Armoor           | 1     | Bodhan           |
| 2     | Nizamabad (North)   | 2     | Balkonda         | 2     | Yedapally        |
| 3     | Nizamabad Rural     | 3     | Mendora          | 3     | Renjal           |
| 4     | Mugpal              | 4     | Mupkal           | 4     | Kotagiri         |
| 5     | Dichpally           | 5     | Kammarpally      | 5     | Varni            |
| 6     | Dharpally           | 6     | Velpur           | 6     | Rudrur           |
| 7     | Indalwai            | 7     | Morthad          |       |                  |
| 8     | Jakranpally         | 8     | Yergatla         |       |                  |
| 9     | Sirikonda           | 9     | Bheemgal         |       |                  |
| 10    | Nandipet            | 10    | Makloor          |       |                  |
| 11    | Navipet             |       |                  |       |                  |